# Geografie Německa

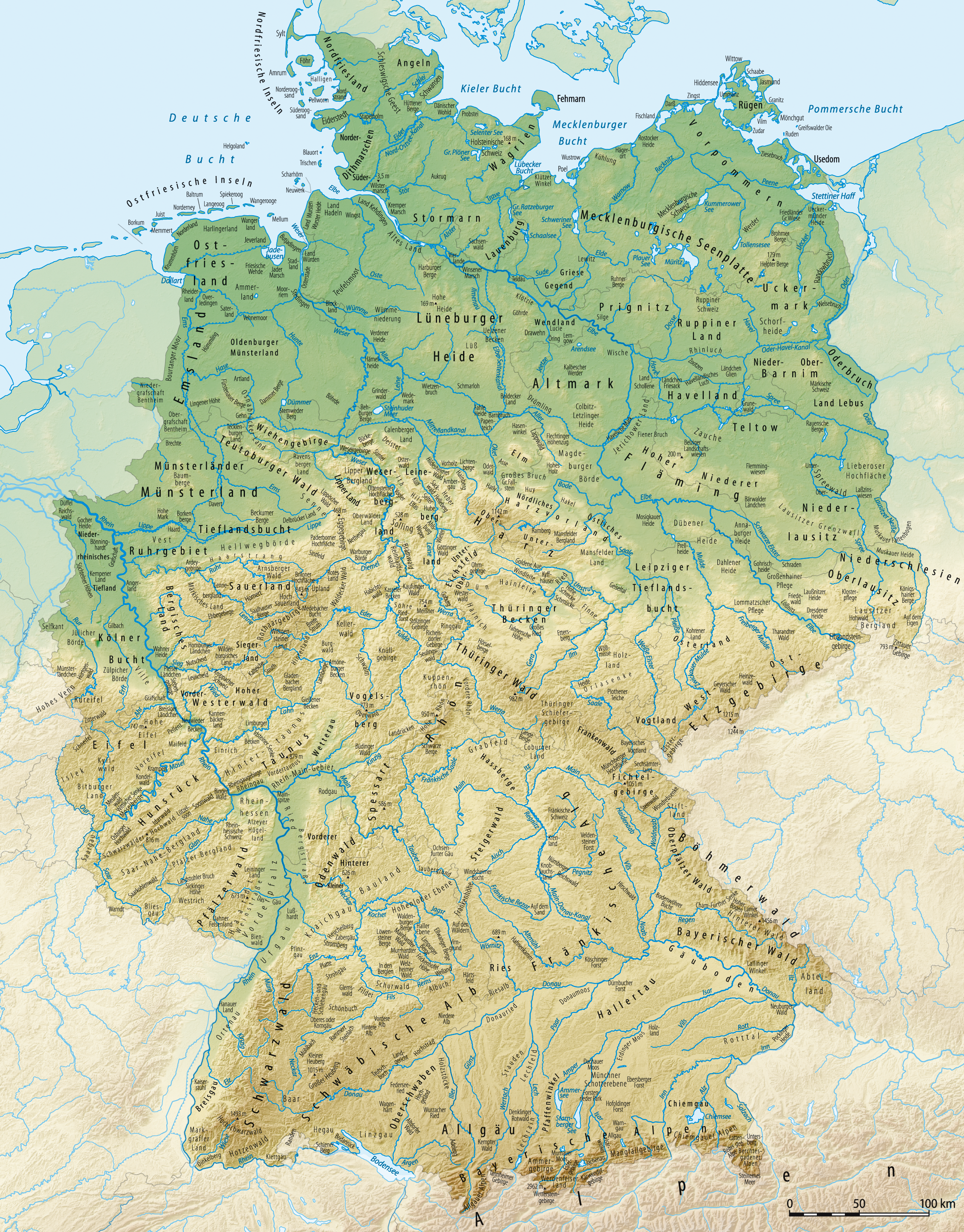
Horopisná mapa Německa

Německo je stát ležící v západní Evropě na březích Baltského a Severního moře. Na severu sousedí s Dánskem (délka hranic 67 km), na východě s Polskem (442 km) a Českem (811 km), na jihu s Rakouskem (815 km) a Švýcarskem (316 km), na západě s Francií (448 km), Lucemburskem (135 km), Belgií (156 km) a Nizozemskem (567 km).
Se svou rozlohou 357 021 km² je Německo 6. největší zemí v Evropě, 4× větší než Česká republika. Je 4. největší v Evropské unii, z jejíž rozlohy zabírá 8,2 %. Nejvyšší bod je Zugspitze 2 962 m n. m. v Alpách. Po evropské části Ruska má největší populaci. Největšími řekami jsou Labe, Dunaj a Rýn. Krajními body jsou: na severu List, na jihu Oberstdorf, na západě Millen a na východě Deschka.

## Povrch
Povrch Německa lze rozdělit na tři oblasti:
- Severoněmecká nížina – povrch je ovlivněn dřívějším zaledněním, které vytvořilo dnešní vřesoviště a rašeliniště. Zabírá plochu přibližně jedné třetiny území. Nachází se zde např. Frísko nebo Meklenburská jezerní plošina s více než 600 jezery.
- Středoněmecká vysočina – pahorkatá část středního a jižního Německa, tvořená řadou dílčích pohoří s průměrnou nadmořskou výškou 500–1000 m n. m. Navazují na něj i některá česká pohoří, např. Krušné hory (Erzgebirge), Smrčiny (Fichtelgebirge) nebo Šumava (Bayerischer Wald).
- Alpy – v úzkém pruhu na nejjižnější části zasahují na území Severní vápencové Alpy. Na hranicích s Rakouskem se nachází nejvyšší hora Zugspitze.

## Vodstvo

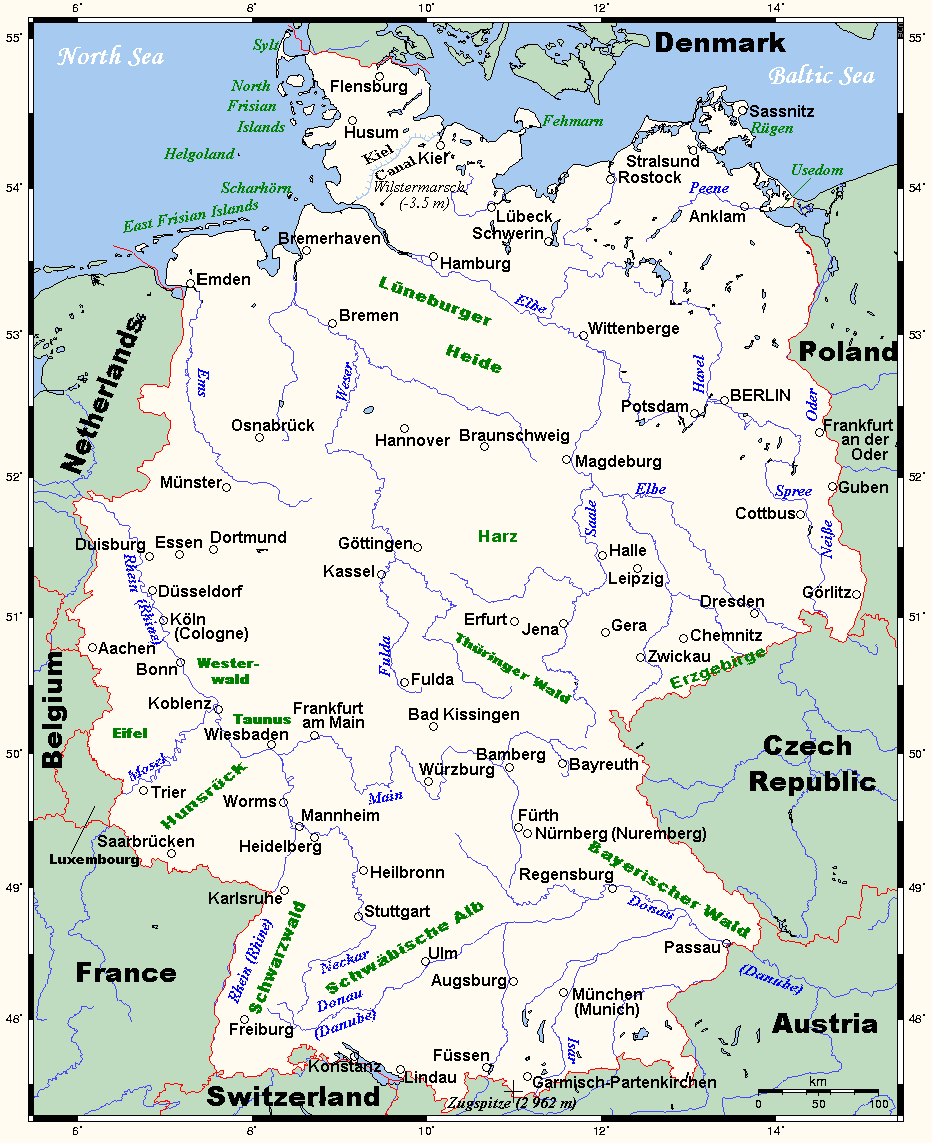
Největší německé řeky.

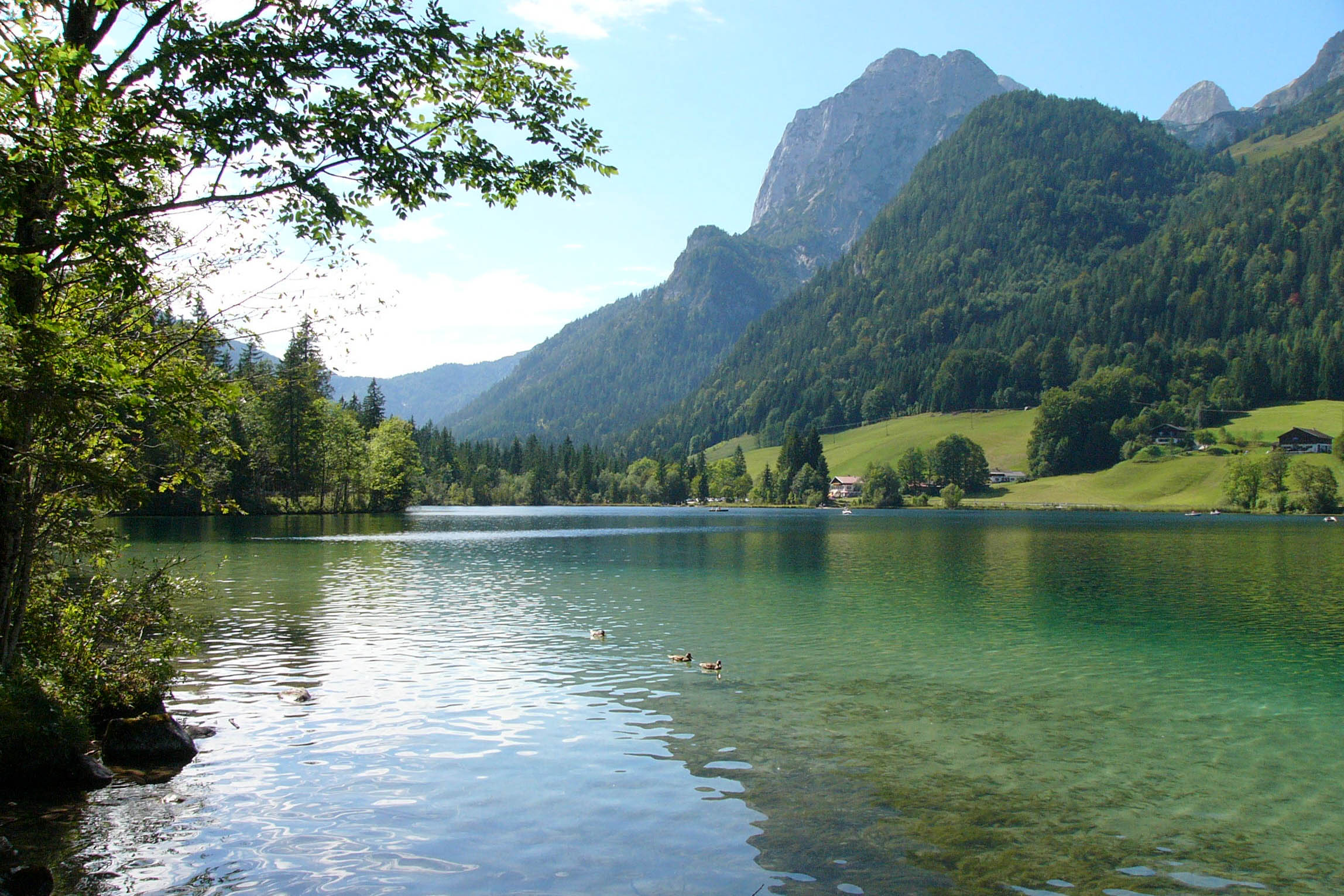
Jezero Hintersee v Bavorsku.

Hlavními povodími v Německu jsou: Dunaje, Rýnu, Labe, Vezery a Emže. V Německu pramení Dunaj (část toku 687 km), protéká zde svou největší částí Rýn (865 km) a také Labe (727 km). Další významné řeky jsou například Isar, Odra, Inn nebo Havel. Největšími jezery jsou Bodamské jezero a jezero Müritz. Německo omývají vody Baltského a Severního moře. Na severu leží Východofríské ostrovy a u pobřeží Dánska leží Severofríské ostrovy.